# 和兴街道
和兴街道，是中华人民共和国吉林省松原市扶余市下辖的一个乡镇级行政单位。

## 行政区划
和兴街道下辖以下地区：
东北街社区、腰六号社区和石头城子社区。